# Castello Eurialo

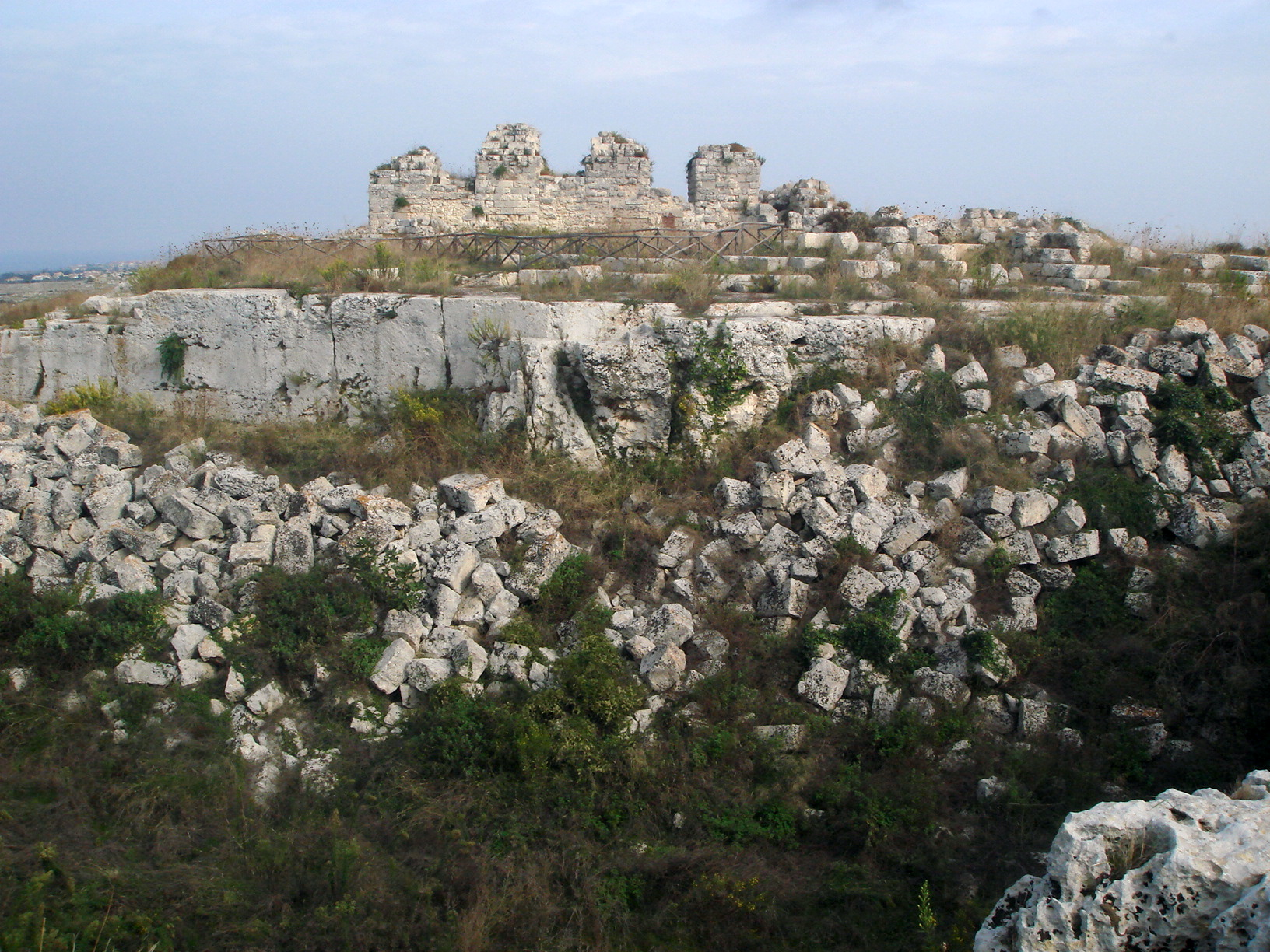
Syrakus, Castello Eurialo

Das Castello Eurialo oder Fort Euryalos ist eine antike Befestigungsanlage nordwestlich von Syrakus auf Sizilien.

## Geschichte
Die Anlage liegt auf dem höchsten Punkt der Epipoli-Hochebene etwa sieben Kilometer nordwestlich von Syrakus im heutigen Stadtteil Belvedere. Sie wurde zwischen 402 und 397 v. Chr. durch Dionysios I. errichtet. Nachdem Syrakus 414/13 v. Chr. den Angriff einer athenischen Streitmacht im Zuge der dritten griechischen Sizilienexpedition nur knapp überstanden hatte, war die Notwendigkeit der Sicherung der Stadt zum Landesinneren hin deutlich geworden. Dionysios ließ daher das gesamte Plateau von einer insgesamt etwa 32 Kilometer langen Mauer umschließen und nutzte dabei die steil abfallenden Hänge des Geländes aus. Die Mauern liefen bei der Festung Euryalos zusammen, die dort den Zugang sicherte.
Im Zweiten Punischen Krieg stellte sich Syrakus auf die Seite Karthagos und wurde daraufhin von römischen Truppen unter der Führung von Marcus Claudius Marcellus erobert, denen es 212 v. Chr. gelang, die Festung einzunehmen. Bei den Kampfhandlungen soll auch Archimedes um sein Leben gekommen sein, der an der Verteidigung beteiligt war.
Im Laufe der Jahrhunderte wurde das Fort mehrfach umgebaut. Das letzte Mal diente es der Stadt Syrakus im 9. Jahrhundert bei der vergeblichen Verteidigung gegen die Araber als Festung.

## Aufbau

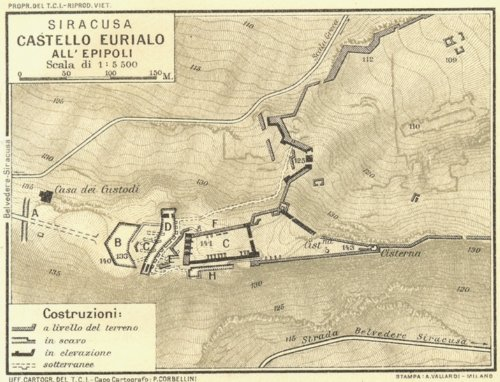
Lageplan der Festung

Der einzige ebenerdige Zugang zum Castello Eurialo war von Westen möglich. Der Eingang ist durch drei Gräben geschützt.
Der erste Graben hat eine Breite von 6 m und eine Tiefe von 4,8 m. Der zweite Graben ist 22 m breit und 150 m lang. Die Gräben sollten Angriffe mit Kriegsmaschinen unmöglich machen. Der dritte Graben ist 9 m tief und 17 m breit. Von dem dritten Graben gehen Tunnels und Gräben ab, die sich über 480 m erstrecken.
Hinter dem zweiten Graben steht das Gebäude des Vorwerkes. Direkt im Anschluss an den dritten Graben beginnt die Festung. Der vordere Teil wurde in antiker Zeit abgerissen. Stattdessen baute man fünf je 15 m hohe Türme, die mit Mauern verbunden waren.
Heute sind noch zwei Teile der Festung sichtbar. In dem trapezförmigen Teil befinden sich drei Zisternen für die Wasserversorgung während einer Belagerung.

## Galerie

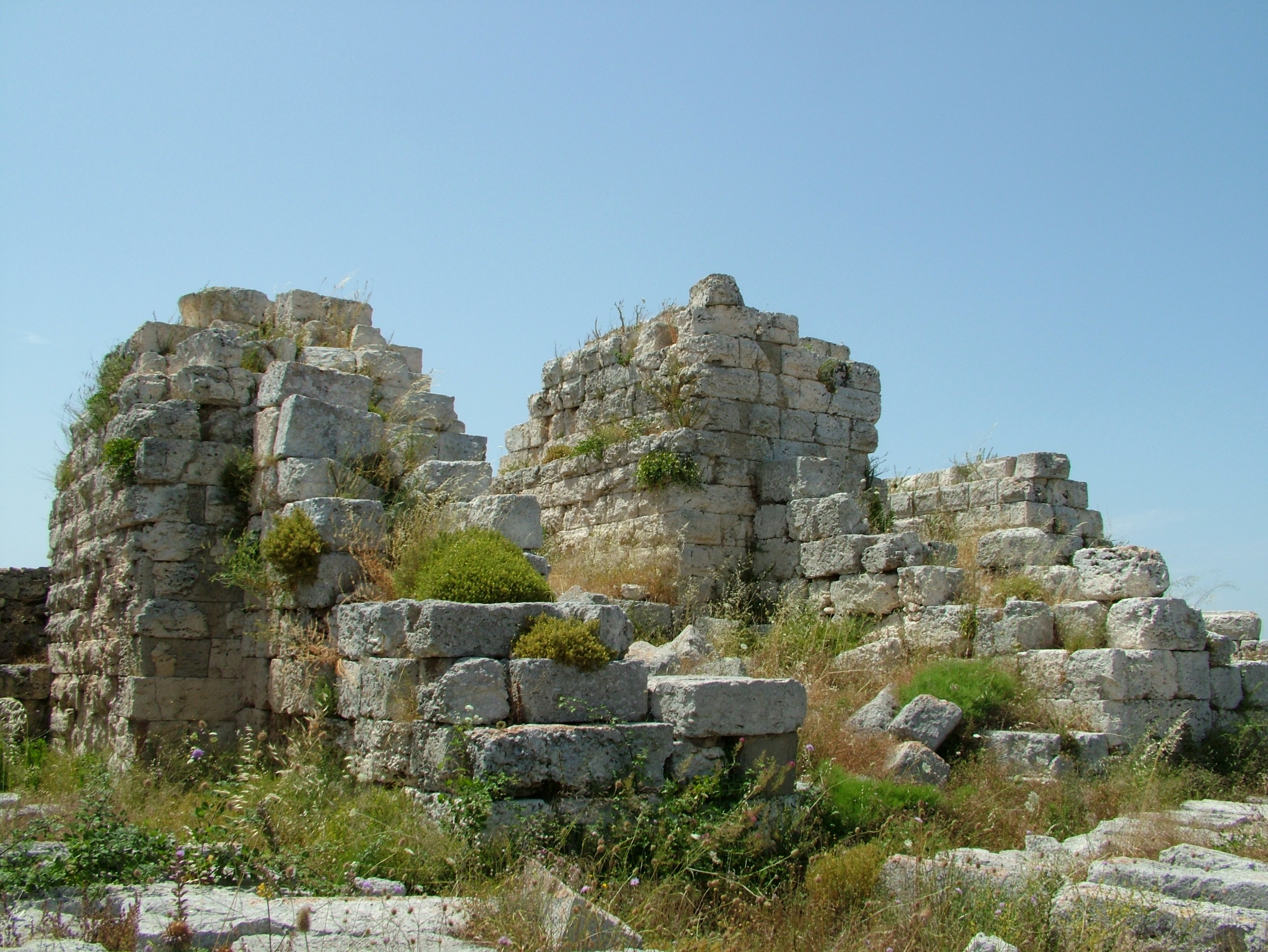
Castello Eurialo, Vorfestung
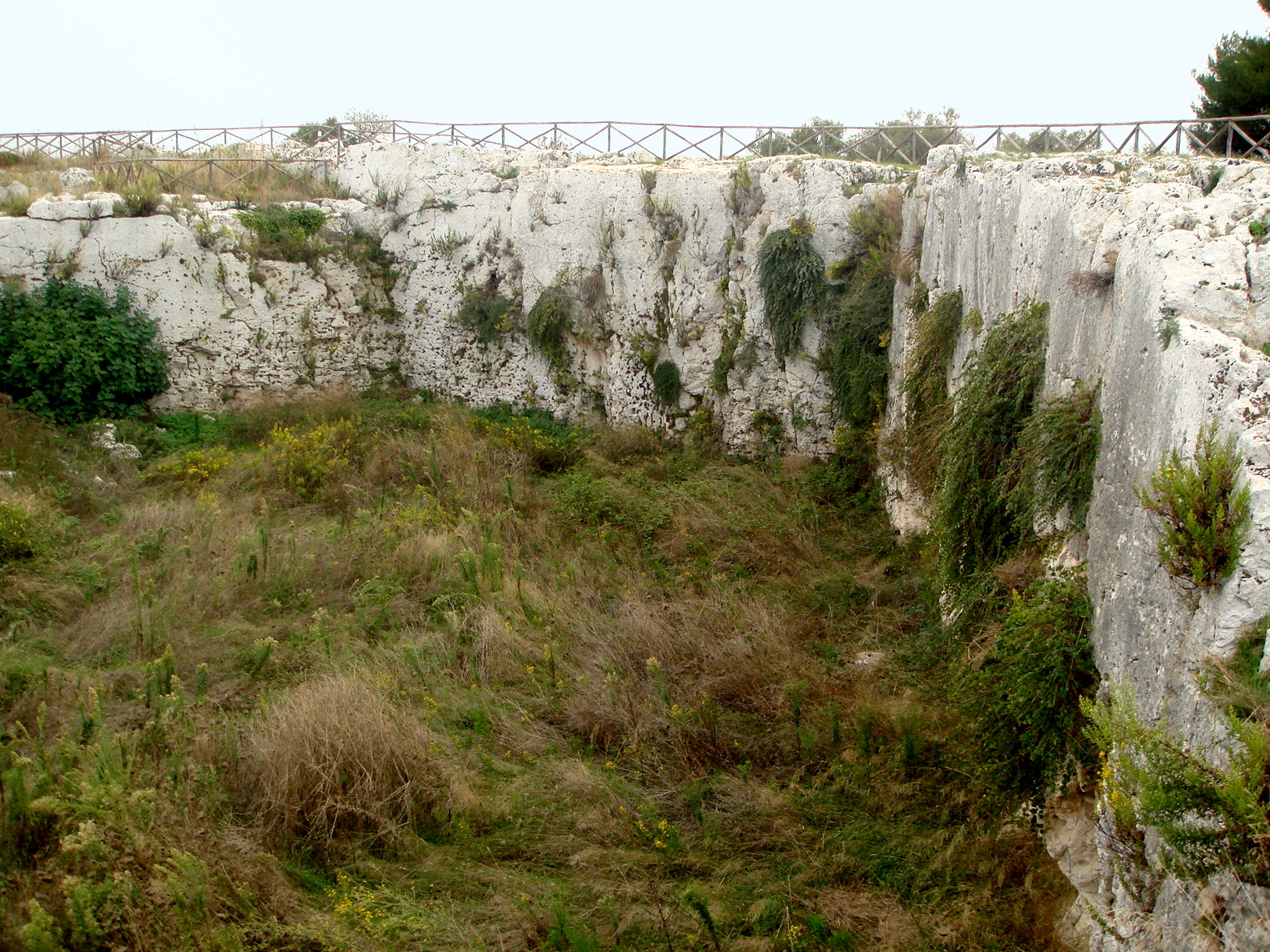
Zweiter Graben
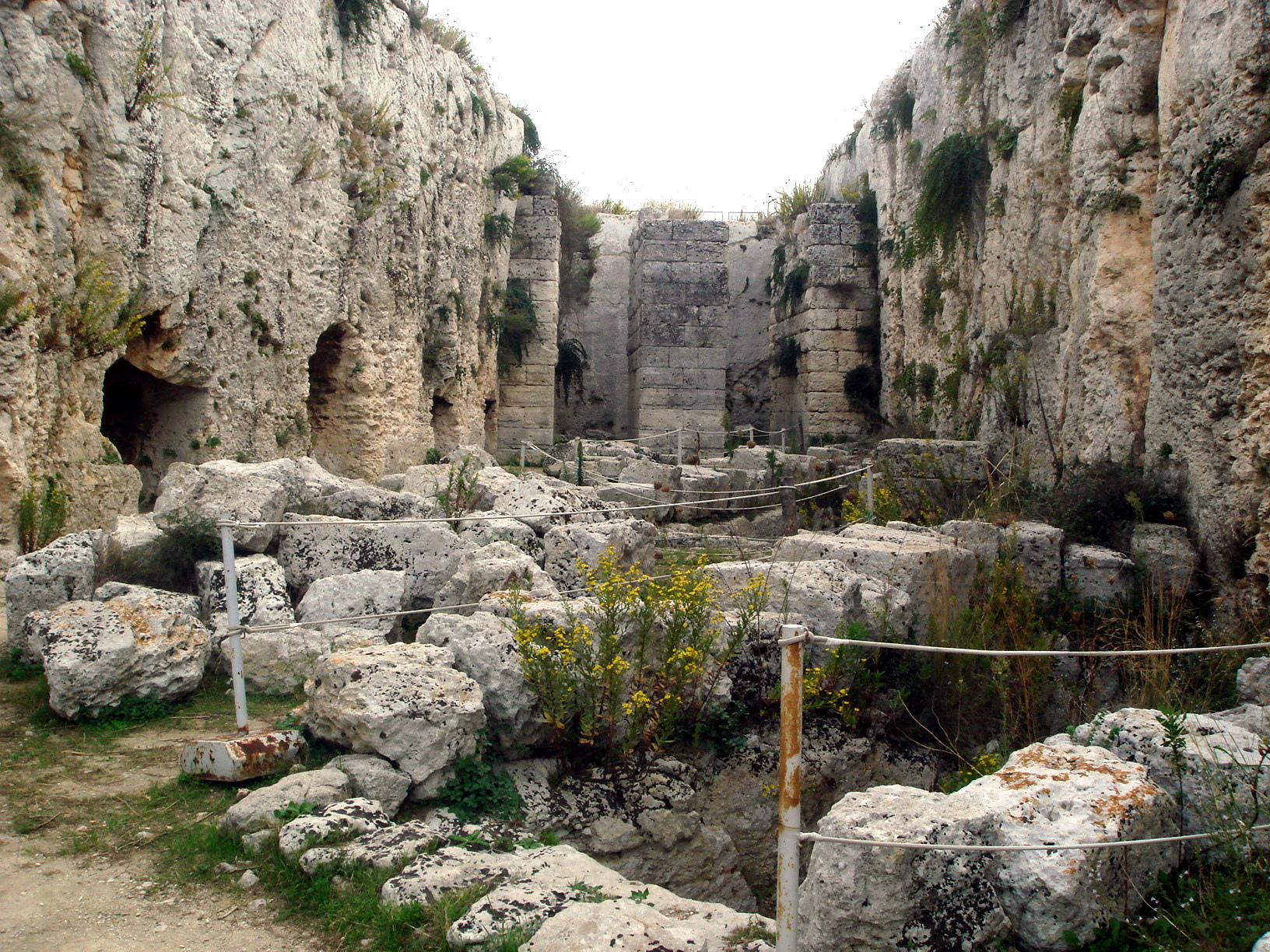
Dritter Graben
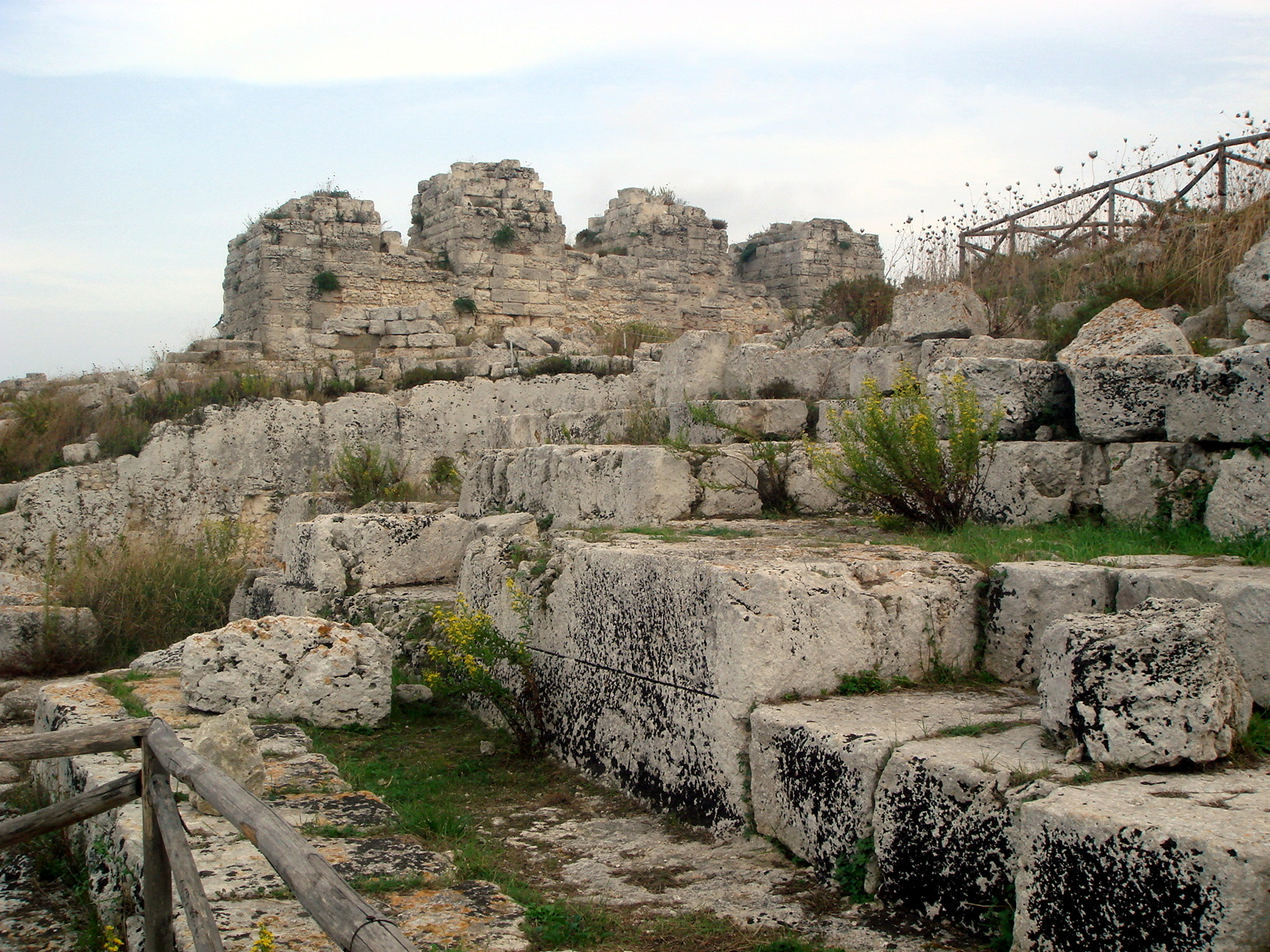
Pentapylon (Plattform für Katapulte)